# Statistika zdravotnictví
Základní údaje z oblasti zdravotnictví sbírá Ústav zdravotnických informací a statistiky ČR (ÚZIS ČR). Statistika zveřejňuje odborné údaje z oblasti zdravotnictví (zdravotní stav obyvatelstva, síť a činnost zdravotnických zařízení, počty pracovníků ve zdravotnictví, výkonové i ekonomické ukazatele v oblasti zdravotnictví (v souvislosti s demografickým vývojem i v mezinárodním srovnání (alespoň u některých vybraných ukazatelů).
Podrobné údaje jsou k dispozici ve Zdravotnické ročence České republiky, kterou každoročně vydává ÚZIS ČR.
Český statistický úřad zjišťuje údaje o pracovní neschopnosti pro nemoc a úraz, vybrané ukazatele finančního hospodaření zdravotních pojišťoven a výdaje na zdravotnictví podle Systému zdravotnických účtů ČR. Údaje o výdajích státního rozpočtu a územních rozpočtů na zdravotnictví vycházejí z údajů, které ČSÚ získává od Ministerstva financí ČR. 

## Systém zdravotnických účtů ČR
Systém zdravotnických účtů je nástrojem, který slouží k souhrnnému vyjádření veškerých výdajů na zdravotnictví v širším slova smyslu. Jeho hlavním znakem je více-rozměrnost členění výdajů na oblast zdravotnictví. Hlavními rozměry jsou: 
- funkce, tj. druh poskytované zdravotní péče (např. ambulantní, lůžková …),
- typ poskytovatele (např. nemocnice, lékárna, zubní ambulance …),
- zdroj financování (např. veřejné rozpočty, zdravotní pojišťovny …)

Tyto tři základní rozměry lze libovolně kombinovat, což umožňuje získat maticově uspořádané tabulky zdravotnických výdajů; tyto výstupy tak poskytují globální pohled na stav a vývoj zdravotnictví.